# Кондратюк Порфирій Якович
Кондратюк Порфирій Якович (26 лютого 1875, с. Западинці, Волинська губернія  — ?) — начальник дивізії Дієвої Армії УНР.

## Життєпис
Народився в селі Западинці, Волинська губернія.
Закінчив Дедеркальську уительську семінарію, згодом Чугуївське військове училище по 2-му розряду. Служив в прикордонній охороні, а з 1911 в 17-му піхотному Архангелогородському полку Київського військового округу. Останнє звання у російській армії — полковник.
У грудні 1918 року — начальник 2-ї дієвої дивізії військ Директорії. Станом на 5 березня 1919 року — був у штабі 2-ї пішої дивізії Дієвої Армії УНР. Станом на 1926 рік мешкав у Житомирі в Радянській Україні та перебував на обліку «ЧК».
Подальша доля невідома.